# Zuiko Digital
 (janvier 2023).
Les objectifs Zuiko Digital sont destinés aux appareils reflex numériques de marque Olympus du système Four Thirds. La gamme a été lancée en 2003 en même temps que les reflex Olympus E d'Olympus.

## Gamme

### Objectifs Standard

#### Zuiko Digital 25 mm 1:2.8 Pancake
- Lancé en 2008[1].
- Mise au point avec mécanisme flottant
- Compatible avec le téléconvertisseur EC-20 : Oui
- Compatible avec le téléconvertisseur EC-14 : Oui
- Compatible avec tube d'extension EX-25 : Oui

#### Zuiko Digital 40-150mm 1:3.5-4.5

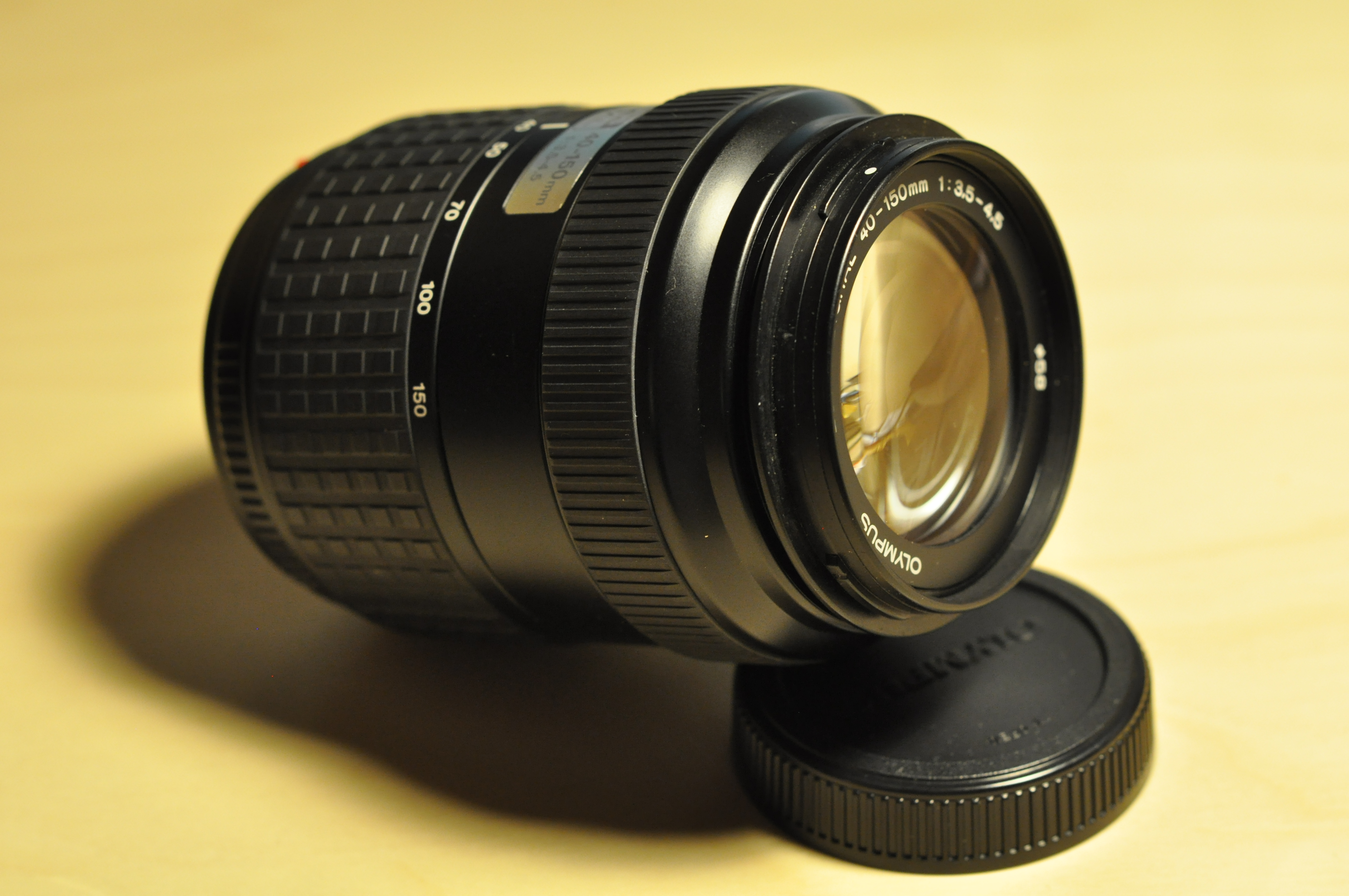
Objectif Zuiko Digital 40-150mm.

#### Zuiko Digital 9-18mm 1:4.0-5.6
Lancé en 2008.

#### Zuiko Digital 18-180mm 1:3,5-6,3
- Lancé en 2005[3].
- Mise au point interne

#### Zuiko Digital ED 70-300mm 1:4.0-5.6
Lancé en 2007

### Objectifs Pro "High Grade"
Zuiko Digital 8mm ED f:3.5 Fisheye
Zuiko Digital 50mm ED f:2 Macro
Zuiko Digital 11-22mm f:2.8-3.5
Zuiko Digital 14-54mm f:2.8-3.5
Zuiko Digital 14-54mm f:2.8-3.5 II
Zuiko Digital 12-60mm ED f:2.8-4 SWD
Zuiko Digital 50-200mm ED f:2.8-3.5
Zuiko Digital 50-200mm ED f:2.8-3.5 SWD